# Cripple Bastards
Cripple Bastards és un grup musical italià de grindcore formada el 1988. Les seues lletres solen ser comentaris sobre la societat i la política i les seues cançons no sol arribar als dos minuts de duració. El líder del grup ha sigut Giulio The Bastard. La revista Terrorizer considerà el disc Misantropo a Senso Unico un àlbum essencial del gènere grindcore.
El nom del grup és a propòsit grotesc, formant part de la tradició del gènere.

## Discografia
- 2003: Desperately Insensitive: publicat per Deathvomit Records.
- 2008: Misantropo a Senso Unico: publicat per E.U.'91.
- 2008: Variante Alla Morte: publicat per Feto.
- 2012: Frammenti di Vita: àlbum publicat per Deep Six.[6]
- 2014: Nero In Metastasi: àlbum LP publicat per Relapse.[7]